# Pêro da Covilhã
     Rotta comune di Pêro da Covilhã e Afonso de Paiva verso Aden nel 1487-1488 (verde);
     Viaggio di Covilhã nel 1489-†1490 (arancio);
     Viaggio di Covilhã in Etiopia nel 1490-†1530? (blu);
     Viaggio di Vasco da Gama nel 1497-1499 (nero)
Pêro da Covilhã o Pedro (ˈpeɾu dɐ kuviˈʎɐ̃; Covilhã, 1460 circa – Etiopia, dopo il 1526) è stato un esploratore e diplomatico portoghese.
Era nativo di Covilhã a Beira. In gioventù si trasferì in Castiglia e si mise al servizio di Don Juan de Guzmán, fratello di Enrique Pérez de Guzmán, II duca di Medina Sidonia. In seguito, quando scoppiò la guerra tra Castiglia e Portogallo, tornò nel proprio paese e si unì, prima come stalliere e poi come scudiero, ad Alfonso V del Portogallo e al suo successore Giovanni II.

## Missione ad est
Re Giovanni II lo incaricò di varie missioni private ed infine, sfruttandone le doti da poliglotta, gli ordinò di esplorare con Afonso de Paiva il Vicino Oriente e le regioni limitrofe di Asia e Africa, con il principale obiettivo di trovare dove venivano coltivate la cannella ed altre spezie, oltre alla scoperta del regno del leggendario Prete Gianni via terra. Bartolomeu Dias, nello stesso periodo, partì via mare alla ricerca del Finis Africae e della rotta oceanica per l'India.
La spedizione partì da Santarém il 7 maggio 1487. A Covilhã e Paiva fu consegnata una lettera con delle credenziali per ogni stato del mondo ed una mappa per la navigazione, presa dalla mappa del mondo redatta dal vescovo Diogo e dai dottori Rodrigo e Moisés. I primi due erano stati membri della commissione che aveva consigliato al governo portoghese di rifiutare la proposta di Cristoforo Colombo. Gli esploratori partirono da Santarém e toccarono Barcellona e Napoli, dove le loro cambiali furono pagate dai figli di Cosimo de' Medici. Da qui si diressero a Rodi, dove soggiornarono con altri due portoghesi prima di raggiungere Alessandria d'Egitto e Il Cairo dove commerciarono.
In compagnia di arabi originari di Fès e Tlemcen passarono da El-Tor raggiungendo Suakin e Aden da dove, essendo stagione di monsoni, ripartirono subito. Covilhã proseguì per l'India mentre Paiva andò in Etiopia. Rimasero d'accordo che si sarebbero rivisti al Cairo. Covilhã giunse a Cannanore e Calicut, da dove ripartì per Goa e Hormuz, il Mar Rosso e Il Cairo, facendo un'escursione lungo il tragitto sulla costa orientale africana fino a Sofala o all'isola della Luna (oggi nota come Madagascar). Fu probabilmente il primo europeo a visitarla.
Al Cairo seppe della morte di Paiva e incontrò due ebrei portoghesi: il rabbino Abramo di Beja e Joseph, un calzolaio di Lamego inviato da re Giovanni con alcune lettere per Covilhã e Paiva. Tramite Joseph di Lamego, Covilhã rispose con un racconto dei suoi viaggi in India e Africa, e con le sue osservazioni sul commercio di cannella, pepe e chiodi di garofano a Calicut, oltre ai consigli per viaggiare via oceano fino in India. Consigliò ai portoghesi di costeggiare la costa africana e i mari della Guinea. Il primo obiettivo nell'oceano indiano, aggiunse, era il Madagascar. Da quest'isola si poteva raggiungere Calicut.

## Etiopia
Con queste informazioni Joseph fece ritorno in Portogallo, mentre Covilhã e Abramo di Beja visitarono nuovamente Aden e Hormuz. Alla fine si separò dal rabbino e tornò a Gedda, il porto della terra santa araba, penetrando (come disse Francisco Álvares molti anni dopo) fino a La Mecca e Medina. Alla fine, tramite il monte Sinai, El-Tor e il mar Rosso raggiunse Zeila, da dove raggiunse via terra la corte di colui che in Occidente si credeva fosse il Prete Gianni, in realtà l'imperatore d'Etiopia, nel 1494.
Qui fu ricevuto con onori dall'imperatore Eskender (1478-1494). Gli furono concessi terre e titoli, ma Eskander si rifiutò di concedergli il permesso di ripartire, e anche i suoi successori non lasciarono ripartire Covilhã. Secondo James Bruce, Covilhã mantenne una corrispondenza con il re in Portogallo, descrivendo l'Etiopia come "molto popolosa, piena di città potenti e ricche".
L'imperatore Eskender mori l'anno stesso del suo arrivo. Il Portoghese però aveva stabilito buoni rapporti con l'imperatrice Elena, consorte del defunto imperatore, che valendosi dei suoi consigli inviò l'ambasciatore Mateus a Lisbona (1509). In questo modo egli influenzò la politica estera etiopica: infatti, la decisione dell'imperatrice di rafforzare i legami coll'Occidente per rendere la monarchia salomonica meno vulnerabile agli attacchi dei sultani musulmani dell'Adar avrebbe piazzato l'Etiopia al centro della rivalità tra Portogallo e Impero ottomano per la dominazione del Mar Rosso.
Nel 1507 fu raggiunto da João Gomes, prete inviato da Tristão da Cunha che aveva raggiunto l'Etiopia tramite Socotra. Quando l'ambasciata portoghese di Rodrigo de Lima, che comprendeva l'ambasciatore etiope Mateus e il missionario Francisco Álvares, giunse in Etiopia nel 1520, Covilhã pianse di gioia alla vista dei suoi compatrioti. Erano passati 40 anni da quando aveva lasciato il Portogallo, e oltre 30 da quando era stato fatto prigioniero di stato in Etiopia. Álvares, che disse di conoscerlo bene e di aver sentito raccontare la sua storia, ne lodava le capacità di descrivere vivacemente le cose come se fossero davanti a lui, e la sua straordinaria conoscenza di tutte le lingue parlate da cristiani, musulmani e gentili. I suoi servizi da interprete furono molto utili nell'ambasciata di Rodrigo de Lima.